# Bridgton and Harrison Railway

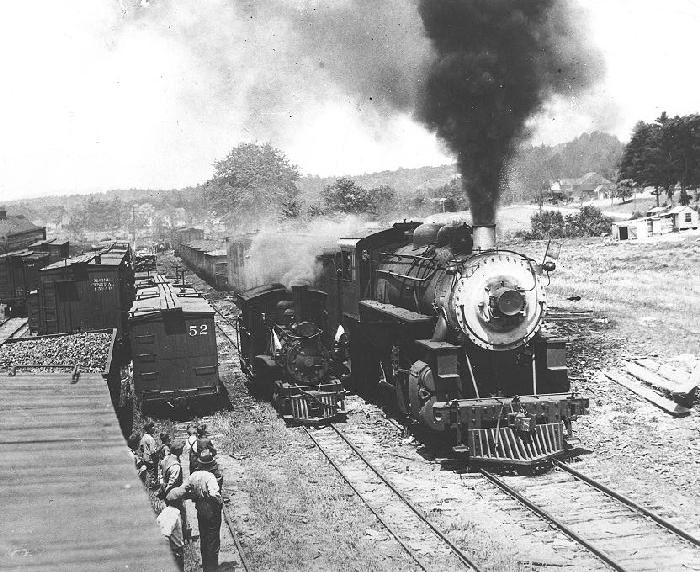
Bridgton & Saco River Narrow Gauge Railroad Lok Nr. 5, die von Portland (ME) Works gebaut wurde, im Bahnhof Bridgton Junction neben Lok Nr. 510 der Hiram & Maine Central Railroad

Die Bridgton and Harrison Railway ist eine ehemalige Eisenbahngesellschaft in Maine (Vereinigte Staaten) mit Sitz in Bridgton. Sie wurde am 29. Juni 1881 unter dem Namen Bridgton and Saco River Railroad gegründet und bestand bis 1941. Die an den Fahrzeugen verwendete Abkürzung lautete bis 1927 B.&S.R.R.R., danach bis 1930 B.&S.R.R. Mit Umgründung in „Bridgton and Harrison Railway“ im Jahre 1930 änderte man die Beschriftung in B.&H.R.

## Geschichte
Die Gesellschaft stellte mithilfe des Eisenbahnmagnaten George E. Mansfield die Verbindung der Stadt Bridgton zur Hauptstrecke der Portland and Ogdensburg Railway her und eröffnete sie 1883. Als Spurweite wählte man zwei Fuß (610 mm). Die Strecke wurde 1898 über Bridgton hinaus nach Harrison an der Nordspitze des Long Lake verlängert. Die Bahnstrecke Bridgton Junction–Harrison hatte eine Gesamtlänge von 34,2 Kilometern.
Die Bridgton&Saco River Railroad wurde am 24. Juli 1912 von der Maine Central Railroad (MEC) erworben. In den 1920er Jahren setzten wirtschaftliche Probleme ein, und die bankrotte Bahngesellschaft wurde 1927 in Bridgton and Saco River Railway umbenannt. Am 1. Juli 1930 erwarb die neu gegründete Bridgton and Harrison Railway die Bahn von der MEC. Nur wenige Wochen später musste jedoch der Abschnitt zwischen Bridgton und Harrison nach einer Zugentgleisung stillgelegt werden. Die bei diesem Unfall umgekippte Lok 8 wurde geborgen und repariert. Das endgültige Aus kam für die restliche Strecke im September 1941, die daraufhin abgebaut wurde. Die Bahngesellschaft wurde aufgelöst. Ein Teil der Strecke ist heute ein Wanderweg.

## Fahrzeuge

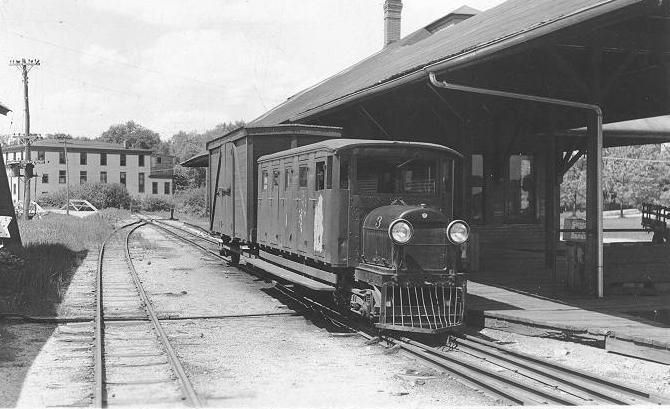
Umgebauter Chevrolet als Schienenbus im Bridgton Depot

Anfangs genügten zwei kleine Dampfloks mit der Achsfolge B2' (Forney), zwei Personenwagen und 15 Güterwagen dem Verkehr. 1886 wurde noch ein Dienstwagen beschafft. Eine der ursprünglichen Dampfloks wurde 1906 verkauft. Im Geschäftsjahr 1909/10 besaß die Gesellschaft 5 Lokomotiven, 3 Personenwaggons, 2 Gepäck- und Postwaggons, einen Dienstwagen sowie 57 Güterwagen. Weitere zwei Loks wurden später gekauft, nachdem die ältesten Fahrzeuge ausgemustert werden mussten. 1933 baute der Mechanikermeister Everett Brown ein Chevrolet Automobil in einen provisorischen Schienentriebwagen um. Ein professionell angefertigter Personentriebwagen wurde 1936 von der stillgelegten Sandy River and Rangeley Lakes Railroad gekauft und erhielt die Loknummer 3. Viele der Fahrzeuge, darunter auch der Triebwagen 3 sowie die 1930 verunglückte Lok 8, konnten nach der Stilllegung der Bahn gerettet werden und sind heute im Maine Narrow Gauge Railroad Museum in Portland zu besichtigen.
Die folgende Tabelle enthält die Betriebsdaten der Dampflokomotiven:
| Lok Nr. | Baujahr | Hersteller | Verbleib                                                                  |
| ------- | ------- | ---------- | ------------------------------------------------------------------------- |
| 1       | 1882    | Hinkley    | vermutlich in den 1910er Jahren ausgemustert                              |
| 2       | 1882    | Hinkley    | 1906 an Wiscasset, Waterville and Farmington Railroad                     |
| 3       | 1892    | Portland   | 1922 an Kennebec Central Railroad (dort ebenfalls Nr. 3)                  |
| 4       | 1901    | Porter     | wurde vermutlich in den 1920er Jahren ausgemustert (1923 noch im Einsatz) |
| 5       | 1906    | Portland   | 1933 ausgemustert                                                         |
| 6       | 1907    | Baldwin    | zwischen 1934 und 1937 ausgemustert                                       |
| 7       | 1913    | Baldwin    | 1941 an die Edaville Railroad, heute im Schmalspurmuseum in Portland      |
| 8       | 1924    | Baldwin    | 1941 an die Edaville Railroad, heute im Schmalspurmuseum in Portland      |